# Pierluigi Martini

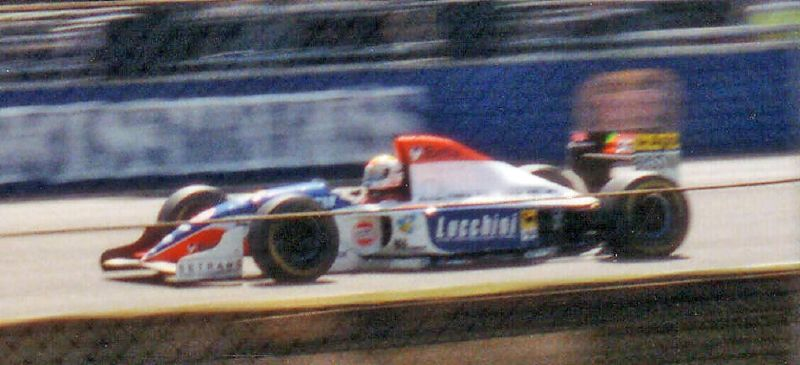
Pierluigi Martini w 1994 roku

Pierluigi Martini (ur. 23 kwietnia 1961 w Lugo) – były włoski kierowca wyścigowy.
Martini wziął udział w 124 wyścigach Formuły 1 w latach 1984 – 1995. Zadebiutował w niej 9 września 1984 roku w zespole Toleman w zastępstwie Ayrtona Senny. Zapisał on się w historii zespołu Minardi (w którym przejeździł 8 sezonów) – jako ich jedyny kierowca startował z pierwszego rzędu (Grand Prix Stanów Zjednoczonych 1990), prowadził w wyścigu (Grand Prix Portugalii 1989).
Po zakończeniu startów w Formule 1 rozpoczął starty w wyścigach 24h Le Mans (wygrał te zawody w 1999 roku wraz z Yannickiem Dalmasem i Joachimem Winkelhockiem).

## Podsumowanie kariery w Formule 1
- liczba zgłoszeń: 124
- liczba wyścigów: 119
- liczba ukończonych wyścigów: 55
- liczba punktów: 18
- liczba zwycięstw: 0
- liczba drugich miejsc: 0
- liczba trzecich miejsc: 0
- liczba pole positions: 0
- liczba najszybszych okrążeń: 0
- wszystkie wyścigi, w których zdobył punkty:

| sezon | wyścig                                 | samochód                    | wynik | zwycięzca                |
| ----- | -------------------------------------- | --------------------------- | ----- | ------------------------ |
| 1988  | Grand Prix Stanów Zjednoczonych Wschód | Minardi-Ford M188           | 6     | A. Senna (McLaren)       |
| 1989  | Grand Prix Wielkiej Brytanii           | Minardi-Ford M189           | 5     | A. Prost (McLaren)       |
| 1989  | Grand Prix Portugalii                  | Minardi-Ford M189           | 5     | G. Berger (Ferrari)      |
| 1989  | Grand Prix Australii                   | Minardi-Ford M189           | 6     | T. Boutsen (Williams)    |
| 1991  | Grand Prix San Marino                  | Minardi-Ferrari M191        | 4     | A. Senna (McLaren)       |
| 1991  | Grand Prix Portugalii                  | Minardi-Ferrari M191        | 4     | R. Patrese (Williams)    |
| 1992  | Grand Prix Hiszpanii                   | Scuderia Italia-Ferrari 192 | 6     | N. Mansell (Williams)    |
| 1992  | Grand Prix San Marino                  | Scuderia Italia-Ferrari 192 | 6     | N. Mansell (Williams)    |
| 1994  | Grand Prix Hiszpanii                   | Minardi-Ford M193B          | 5     | D. Hill (Williams)       |
| 1994  | Grand Prix Francji                     | Minardi-Ford M194           | 5     | M. Schumacher (Benetton) |

## Podsumowanie sezonów
W nawiasie podano liczbę zgłoszeń do wyścigu.
| sezon | samochód                            | starty  | punkty | miejsce w klasyfikacji |
| ----- | ----------------------------------- | ------- | ------ | ---------------------- |
| 1984  | Toleman-Hart                        | 0 (1)   | 0      | -                      |
| 1985  | Minardi-Ford Minardi-Motori Moderni | 15 (16) | 0      | -                      |
| 1988  | Minardi-Ford                        | 9 (11)  | 1      | 17                     |
| 1989  | Minardi-Ford                        | 15 (15) | 5      | 15                     |
| 1990  | Minardi-Ford                        | 15 (15) | 0      | -                      |
| 1991  | Minardi-Ford                        | 16 (16) | 6      | 11                     |
| 1992  | Scuderia Italia-Ferrari             | 16 (16) | 2      | 16                     |
| 1993  | Minardi-Ford                        | 8 (8)   | 0      | -                      |
| 1994  | Minardi-Ford                        | 16 (16) | 4      | 21                     |
| 1995  | Minardi-Ford                        | 9 (9)   | 0      | -                      |